# Kika
- Todas las páginas que comienzan por «Kika».

Kika es una película española de 1993 escrita y dirigida por Pedro Almodóvar.
Estuvo producida por Agustín Almodóvar, contó con el papel protagónico de Verónica Forqué y con Victoria Abril, Peter Coyote y Rossy de Palma en los papeles secundarios.

## Argumento
Kika es una maquilladora de carácter ingenuo que un día recibe un encargo muy especial: ha de maquillar a un muerto, un atractivo fotógrafo llamado Ramón. Sin embargo, este en realidad no está muerto y sólo sufre un ataque, por lo cual el trabajo de la maquilladora motiva que reaccione y se enamore de ella. El padrastro de Ramón, un hombre turbio y seductor, a ojos del fotógrafo es el responsable de la muerte de la madre de este, y vive junto a ellos. El hermano de la viril asistenta de Kika no tardará en violar a ésta y, en consecuencia, convertirla en protagonista de un "reality show" televisivo, a cargo de una mujer cruel y resentida, Caracortada.

## Reparto
- Verónica Forqué como Kika
- Peter Coyote como Nicholas Pierce
- Victoria Abril como Andrea Caracortada
- Àlex Casanovas como Ramón
- Rossy de Palma como Juana
- Santiago Lajusticia como Pablo Méndez/Paul Bazzo
- Anabel Alonso como Amparo
- Bibiana Fernández como Susana
- Jesús Bonilla como un policía
- Karra Elejalde como un policía
- Manuel Bandera como Chico Carretera
- Charo López como Rafaela
- Francisca Caballero como Doña Paquita
- Mónica Bardem como Paca
- Joaquín Climent como un asesino
- Blanca Li como una víctima

## Localizaciones de rodaje
La película se rodó en Madrid y aparecen diversos edificios madrileños: Círculo de Bellas Artes, Torre Picasso, la Torre Europa y la estación de Atocha.

## Premios y nominaciones
Premios Goya - 1994
| Categoría                     | Nominada                                              | Resultado |
| ----------------------------- | ----------------------------------------------------- | --------- |
| Mejor Actriz                  | Verónica Forqué                                       | Ganadora  |
| Mejor Actriz de reparto       | Rossy de Palma                                        | Nominada  |
| Mejor Dirección de Producción | Esther García                                         | Nominada  |
| Mejor dirección artística     | Alain Bainée, Javier Fernández                        | Nominados |
| Mejor diseño de vestuario     | José María de Cossío                                  | Nominado  |
| Mejor maquillaje y peluquería | Jesús Moncusi y Gregorio Ross                         | Nominados |
| Mejor sonido                  | Jean-Paul Mugel, Graham V. Hartstone                  | Nominados |
| Mejores efectos especiales    | Olivier Gleyze, Yves Domenjoud, Jean-Baptiste Bonetto | Nominado  |

Asociación de Cronistas de Espectáculos de Nueva York - 1995
| Categoría               | Nominada        | Resultado |
| ----------------------- | --------------- | --------- |
| Mejor Actriz            | Verónica Forqué | Ganadora  |
| Mejor Actriz de reparto | Rossy de Palma  | Ganadora  |

Fotogramas de Plata - 1994
| Categoría            | Nominada        | Resultado |
| -------------------- | --------------- | --------- |
| Mejor Actriz de cine | Verónica Forqué | Ganadora  |

Premios Sant Jordi de Cinematografía - 1994
| Categoría                      | Nominada                       | Resultado |
| ------------------------------ | ------------------------------ | --------- |
| Premio Mejor Película Española | Premio Mejor Película Española | Ganadora  |

Premios Primera Línea - 1994
| Categoría               | Nominada      | Resultado |
| ----------------------- | ------------- | --------- |
| Mejor Actriz Revelación | Anabel Alonso | Ganadora  |

## Festivales
- Ciclo de Cine Español en la Cinemateca de Viena (Austria), 2004 –Cinematografías del Mediterráneo
- Festival Internacional de Cine de Harare (Zimbabue), 1996
- Festival Internacional de Cine de Miami (EE. UU.), 1994
- Ciclo de Cine Español en Los Ángeles (EE. UU.), 1994
- Festival Internacional de Cine de Cartagena de Indias (Colombia), 1994
- Festival Internacional de Cine de Hong Kong, 1994
- Festival Internacional de Cine de San Francisco (EE. UU.), 1994
- Festróia Festival Internacional de Cinema de Tróia (Portugal),1994
- Festival Internacional de Cine de Houston (EE. UU.), 1994